# Westside Kanaken
Westside Kanaken ist der Titel eines Dokumentarfilms von Peter Schran, der erstmals am 26. April 2009 bei 3sat gesendet wurde.

## Inhalt
Schran und sein Team begleiteten ein Jahr Untergrund-Rapper der Kölner Gangsterrapper-Szene. Sie zeigen Rapper wie Aka, Karakan und S-Dog von Crazy Kanak oder Bero Bass und OJ Kingpin von La Honda sowie Eko Fresh. Das erstellte Porträt zeigt die Parallelgesellschaft der Rapper. Die bildungsferne männliche Unterschicht, als deren Sprachrohr sich die Rapper sehen, wurde laut dem Dokumentarfilmer in Deutschland bislang nicht wahrgenommen.

## Rezeption
Die Süddeutsche Zeitung sah in der Arbeit eine „aufschlussreiche Dokumentation“. Laut Fritz Wolf liefere ihr Autor „einen beobachtenden Film mit einem kaum zu bändigenden Selbstdarstellungsdrang seiner Protagonisten. Die Männer, alle in Deutschland geboren, sprechen gutes, aber gehacktes Hauptsatzdeutsch, dem man schwer folgen kann. Alles sehr aufschlussreich, nicht leicht konsumierbar.“ Natalie Soondrum von der Frankfurter Rundschau hob hervor, der Film verdeutliche: „Integration ist keine Frage der Kulturzugehörigkeit. Sie ist eine Frage der sozialen Schicht.“ Torsten Sülzer von der Kölnischen Rundschau betonte, dass Schran in seinem Film sehr nah „an ein Milieu zwischen Musik und Kriminalität herankam“.